# Jean-Claude Lemagny
Pour les articles homonymes, voir Lemagny.
Jean-Claude Lemagny (né le 24 décembre 1931 à Versailles et mort le 17 janvier 2023  à Paris) est un conservateur des bibliothèques et un historien de la photographie français, spécialiste de la photographie contemporaine, dont il a contribué à déterminer les orientations.

## Biographie
Né le 24 décembre 1931, Jean-Claude Lemagny est le fils du graveur Paul Lemagny et de Léonie Leloup. 
Agrégé d'histoire, il devient conservateur des bibliothèques en poste au Département des estampes et de la photographie de la Bibliothèque nationale de France, où il est responsable des collections de photographies, de 1968 à 1996.
Jouant un rôle décisif dans la reconnaissance de l'art photographique par les institutions patrimoniales, il crée en 1971 la Galerie de photographie de la Bibliothèque nationale, qui permet de mettre en valeur la photographie contemporaine, avec la publication régulière de catalogues,. Il présente notamment Édouard Boubat (1973), Gilles Caron (1978), Garry Winogrand (1980), Christian Milovanoff (1980), Rogi André (1981), François Le Diascorn (1982), Arnaud Claass (1982), Tom Drahos (1984), Charles Harbutt (1989), Bruce Gilden (1989), Louis Faurer (1990), etc..
Après la mort, le 11 avril 1970, de la photographe d'origine hongroise Rogi André, première épouse d'André Kertész, Jean-Claude Lemagny déploie ses efforts pour sauver du désastre ses archives, et notamment ses tirages, mis en vente à l'Hôtel Drouot, qu'il fait acquérir par la Bibliothèque nationale.
Tous les dix ans étaient présentées des expositions d'enrichissement des collections du département (la première étant organisée en 1971). Il y organise plus de deux cents expositions.
En 1981, il participe à la création des Cahiers de la photographie.
Jean-Claude Lemagny meurt le 17 janvier 2023 dans le 11e arrondissement de Paris, à l’âge de 91 ans,,.

## L'horloge esthétique
En 1977 — dans une réflexion reprise en 1991 — il propose une classification des photographies en quatre grandes catégories à partir d'un corpus aléatoire de 237 photographies réalisées par les photographes les plus divers parmi lesquels William Klein, Robert Frank, Emmanuel Sougez, Henri Cartier-Bresson, Christian Boltanski, Pierre Cordier, Don McCullin, Raoul Hausmann, Helen Sager, Jean-Pierre Sudre, Daniel Masclet, Josef Sudek, etc.
C'est cette grille de réflexion sur la photographie qu'il appelle son « horloge esthétique. »
En 1977, puis en 1990, il propose une classification des photographies prises ou faites par des photographes en quatre catégories qu'il répartit autour d'un cercle. 

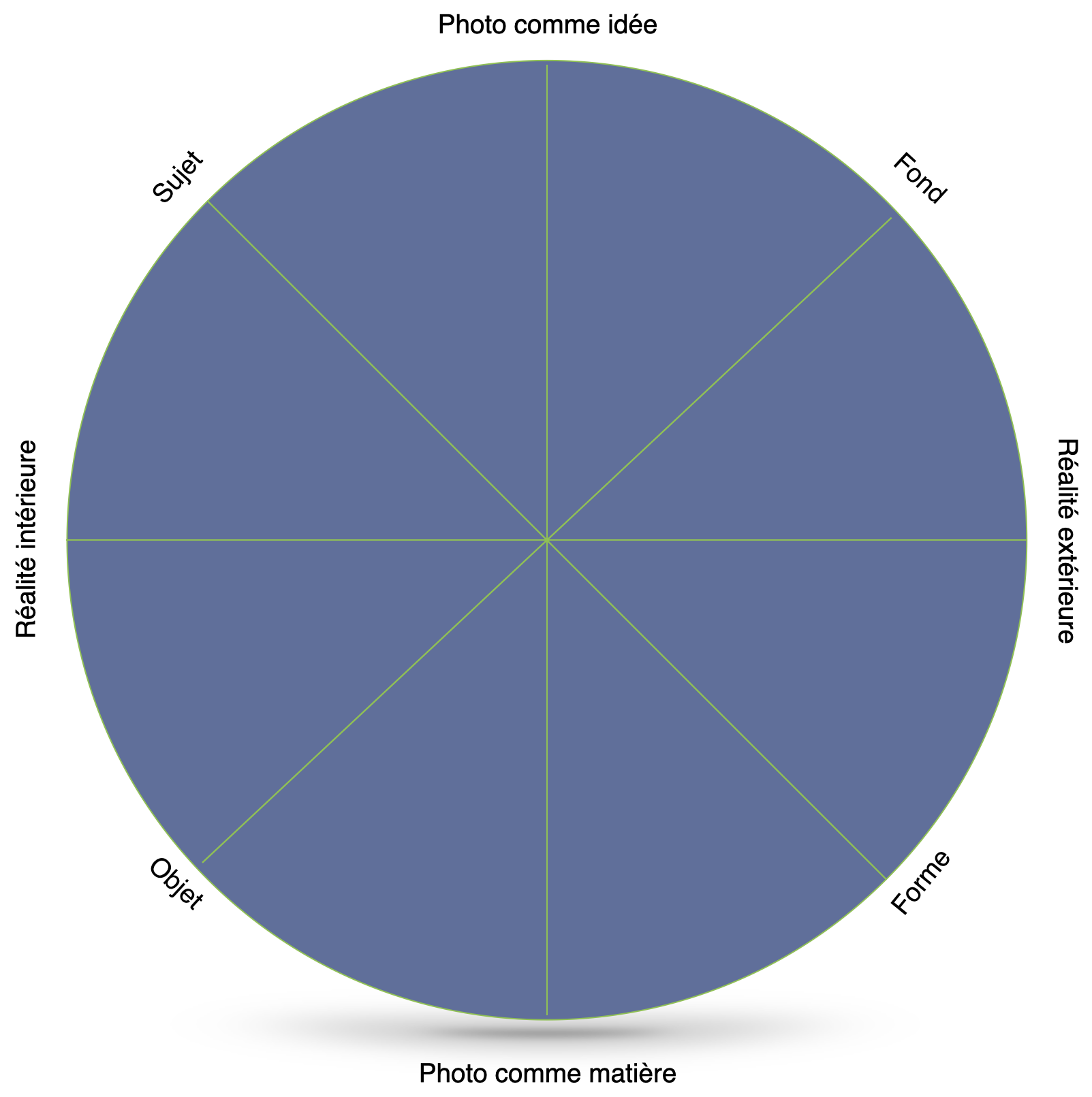
Matrice (horloge) esthétique de Lemagny (1977)

En 1977, cela donnait, en oubliant le langage des heures issues de l'aéronautique, le tableau suivant :
La matrice esthétique de Lemagny en 1977
|                                                            | La photo comme réalité matérielle objective | La photo conceptuelle comme pure idée d'elle-même |
| ---------------------------------------------------------- | ------------------------------------------- | ------------------------------------------------- |
| La photo comme relation au monde intérieur, le surréalisme | Objet                                       | Sujet                                             |
| La photo comme relation au monde extérieur, le reportage   | Forme                                       | Fond                                              |

## Publications
- La Photographie créative, Paris, Contrejour, 1984 ; prix Nadar, 1985.
- Histoire de la photographie Jean-Claude Lemagny et André Rouillé, éd. Bordas, 1986.
- L’Ombre et le Temps. Essais sur la photographie comme art, avec une préface de Gilles Mora, Nathan, 1992 ; réédition, Armand Colin, 2005.
- La Matière, l’Ombre, la Fiction : photographie contemporaine. Récents enrichissements du département des Estampes et de la Photographie, BNF et Nathan, 1994.
- La Photographie : tendances récentes, CNDP, 1986 ; réédition actualisée : La Photographie : tendances des années 1950-1980, CNDP, 2002.
- Entretien avec Alin Avila, « De la forme », in Area revue no 3, page 67 sq., 2002.
- Le marieur d'images, (autour de Christian Milovanoff), Galerie Françoise Paviot, 2012-2013.
- Silence de la photographie, Paris, L'Harmattan, 2013, 171 p. (ISBN 9782343005157).